# Tabanera la Luenga
Tabanera la Luenga é um município da Espanha na província de Segóvia, comunidade autónoma de Castela e Leão, de área 12,90 km² com população de 76 habitantes (2006) e densidade populacional de 5,59 hab/km².

## Demografia
| Variação demográfica do município entre 1991 e 2004 | Variação demográfica do município entre 1991 e 2004 | Variação demográfica do município entre 1991 e 2004 | Variação demográfica do município entre 1991 e 2004 |
| --------------------------------------------------- | --------------------------------------------------- | --------------------------------------------------- | --------------------------------------------------- |
| 1991                                                | 1996                                                | 2001                                                | 2004                                                |
| 86                                                  | 81                                                  | 65                                                  | 72                                                  |